# Telmatoscopus latipenis
Telmatoscopus latipenis és una espècie d'insecte dípter pertanyent a la família dels psicòdids que es troba a Nord-amèrica: Wisconsin (els Estats Units).